# Хализев, Валентин Евгеньевич
Валенти́н Евге́ньевич Хализев (18 мая 1930, Москва — 30 июля 2016, там же) — советский и российский литературовед, теоретик литературы. Доктор филологических наук (1984), профессор (с 1989) кафедры теории литературы МГУ им. М. В. Ломоносова. Автор работ по теории драмы.

## Биография
Окончил филологический факультет МГУ, где затем проработал всю жизнь. В 1963 году защитил кандидатскую диссертацию «Творческие принципы Чехова-драматурга», в 1982 году — докторскую диссертацию «Драма как род литературы». Был научным руководителем многих студентов университета.
Скончался в Москве, отпет в церкви Илии Пророка во 2-м Обыденском переулке. Кремирован на Хованском кладбище; прах захоронен на Даниловском кладбище.

## Основные работы
- Драма как явление искусства. М., 1978;
- Драма как род литературы: поэтика, генезис, функционирование. М., 1986;
- Роман Л. Н. Толстого «Война и мир». М., 1983 (в соавт. с С. И. Кормиловым);
- Цикл А. С. Пушкина «Повести Белкина». М., 1989 (в соавт. с С. В. Шешуновой);
- Введение в литературоведение / под ред. Г. Н. Поспелова. М., 1976, 1988 (автор 6 глав);
- Введение в литературоведение. Литературное произведение: основные понятия и термины / Под ред. Л. В. Чернец. М., 1999 (автор 6 статей);
- Теория литературы. М., 1999 (6 изданий, учебник переведён на иностранные языки);
- Ценностные ориентации русской классики. М., 2005;
- В кругу филологов: воспоминания и портреты. М., 2011;
- Русское академическое литературоведение. История и методология (1900—1960-е годы). М.; СПб., 2015. (2-е изд. 2017; в соавт. с О. В. Никандровой и А. А. Холиковым);
- статьи в журналах, включая «Вопросы литературы», «Известия РАН. Серия литературы и языка» и «Филологические науки», автор статей в Краткой литературной энциклопедии[3] и в Литературном энциклопедическом словаре (М., 1987). Также участвовал в сборниках и писал статьи в соавторстве.